# Pfadfinderschaft Grauer Reiter

Die Gerspitze ist das Bundeszeichen der Pfadfinderschaft Grauer Reiter

Die Pfadfinderschaft Grauer Reiter ist ein deutscher Pfadfinderbund, der stark durch bündische Traditionen geprägt wird. Der Bund war Gründungsmitglied des Ringes junger Bünde, dem er selbst bis 2012 angehörte.
Die Pfadfinderschaft Grauer Reiter entstand als eigenständiger Pfadfinderbund 1956. Die Wurzeln des Bundes aber liegen noch in der Vorkriegszeit und gehen zurück auf den 1926 gegründeten Bund der Sturmtrupp-Pfadfinder „Deutsche Waldritterschaft“, der seinerseits aus der Guttempler-Bewegung entstanden war. Dieser Bund übernahm teilweise das Erbe der Neupfadfinder, nachdem diese in der Deutschen Freischar aufgegangen waren. Als erster koedukativer Pfadfinderbund unterhielten die Sturmtrupp-Pfadfinder und der Graue Reiter von Anfang an Jungen- und Mädchengruppen.

## Geschichte

### Bis 1956: Gau Grauer Reiter im Bund Deutscher Pfadfinder
1947 wurde in Tübingen der „Tübinger Bund“ vom Maler, Lithographen und Grafiker Erich Mönch (Schnauz) gegründet und von der französischen Militärregierung lizenziert. Dieser „Tübinger Bund“ trat später als Landesmark Südwürttemberg-Hohenzollern in den Bund Deutscher Pfadfinder (BDP) ein. Freie Entfaltung ihres bündischen Pfadfindertums schien ihnen damals möglich, vor allem im musisch-künstlerischen Bereich. Bei Tübingen wurde ein Feldschützenhaus in einem Ödgelände gepachtet. In dieser Landesmark bildete sich Ende 1952 ein Gau mit dem Namen „Grauer Reiter“. Der Name geht auf einen berittenen Pfadfinderstamm „Grauer Reiter“ der Sturmtrupp-Pfadfinder in Soldin zurück, der sich trotz Verbotes 1933 nicht auflöste.
Dieser Gau „Grauer Reiter“ setzte im Bund Deutscher Pfadfinder starke Akzente: 1953 fand das Bärenthallager der Landesmark Südwürttemberg-Hohenzollern unter Federführung des Gaues Grauer Reiter statt. Dort wurden erstmals unter Anleitung erfahrener Künstler und Handwerker „Werkgilden“ aus dem musischen, technischen oder künstlerischen Bereich angeboten, eine Methode, die heute grundlegend in der Pfadfinder- und Jugendarbeit geworden ist. Das Bärenthallager stand am Anfang einer Entwicklung, das Pfadfindertum scoutistischer Prägung durch eigenständig musisch-schöpferisches Tun zu ergänzen. Der Erfolg war unerwartet groß. Auf dem Bundeslager des BDP 1954 bei Kirchberg im Hunsrück wurde diese Methode von Angehörigen des Gaues Grauer Reiter für den ganzen Bund umgesetzt.
1955 fand in Villingen das Steppenlager der Landesmarken Südwürttemberg-Hohenzollern und Baden statt, das maßgeblich von Erich Mönch gestaltet wurde. Es war das erste Lager, das einer umfassenden Spielidee gewidmet war. Der Begriff des Werkens wurde erweitert um die Einbeziehung des Laienspiels in den Lagerbereich. Anders als beim Laienspiel, wo es Akteure und Zuschauer gibt, ist bei der „tragenden Idee“ jeder ein Darsteller und kann den Spielablauf mitbestimmen. Unter Anleitung u. a. von Fritz Mühlenweg wurde nach intensiver Vorbereitung in den Gruppen Leben und Treiben eines Heerlagers des Dschingis Khan nachempfunden. Auch diese Methode hat heute in der Jugendarbeit allgemein Einzug gehalten. Im Gedenkheft (Grauer Reiter 17) an Eberhard Koebel (tusk) berichtet Erich Mönch von einem letzten Treffen mit Koebel. Dieser hatte über seinen Neffen vom Steppenlager gehört und beglückwünschte ihn dazu. Ausgehend von dem Steppenlager hat sich der Graue Reiter den mongolischen Gruß „Jabonah“ und die Tradition des Haddaks bis heute bewahrt.
Viele Freunde im BDP, auch außerhalb des Gaues, fühlten sich dem Gau Grauer Reiter geistig verbunden und trugen sich in das so genannte „Buch des Grauen Reiters“ ein. Die damalige Bundesführung des BDP warf daraufhin dem Gau vor, ein Bund im Bunde zu sein, und forderte eine Grundsatzentscheidung. Daraufhin erfolgte im Jahre 1956 der Austritt aus dem BDP, und es wurde ein eigenständiger Bund, die Pfadfinderschaft Grauer Reiter, von Gruppen und Einzelpersonen aus Südwürttemberg-Hohenzollern, Südbaden, Nordwürttemberg und Wuppertal gebildet. Wenig später stießen noch schwäbische Mädchengruppen aus dem Bund Deutscher Pfadfinderinnen (BDPw), die Kosakenhorde aus Göppingen und eine Jungenschaft aus Düsseldorf zum Bund. Als Mittelpunkt wählten die Grauen Reiter die auf dem Hohenkrähen gelegene Burg Hohenkrähen im Hegau, die sie 1956 vom Freiherrn von Reischach gepachtet hatten. Ohne staatliche Unterstützung wurde hier zunächst ein mittelalterliches Haus ausgebaut.

### Nach 1956: Pfadfinderschaft Grauer Reiter
Aus Übertritten und Neugründungen entstanden auch außerhalb des Gaugebietes Gruppen, unter anderem in Wuppertal, Berlin und Husum. Bald war der Graue Reiter in fünf Bundesländern vertreten. Die Führung des Bundes übernahm zunächst ein Führungsrat bestehend aus Erich Mönch, Theo Hohenadel (Gari) und Karl Hills (Grauer Elch). Später wurde Erich Mönch zum Bundesführer gewählt. Ab 1953 erscheint die Schrift „Der Graue Reiter“.
1957 fand das erste überbündische Treffen statt. Zu dem Lager am Fuße des Hohenkrähen kamen Gruppen verschiedener Bünde, darunter der Nerother Wandervogel, die Jungentrucht, der DPB, die Deutsche Freischar und natürlich Graue Reiter. Die Künstlergruppe „Ellipse“ aus Tübingen, Maler, Grafiker und Bildhauer, unterstützten das erste überbündische Treffen und schickten eine Ausstellung zu moderner Kunst. Die Dichter Hans Leip, Fritz Mühlenweg, Walter Scherf und Werner Helwig hielten Werkgilden, ebenso Professor Karl Hils und Professor Christoph Schellenberger von der Stuttgarter Kunstakademie. Zum zweiten „Überbündischen Treffen“ auf der Burg Waldeck des Nerother Wandervogels hatten Nerother Wandervogel und Grauer Reiter gemeinsam geladen.
Als Erich Mönch 1961 die Schriftleitung von Karl Hills übernahm, trat er als Bundesführer zurück. Der Burgrat wählte daraufhin Theo Hohenadel, den ehemaligen Kanzler der schwäbischen Jungenschaft in der d.j.1.11, zu seinem Nachfolger.
Mit einer Werkausstellung und Werkgilden brachte sich der Graue Reiter beim Meißnertag 1963 ein. 1966 gründete man mit anderen Bünden, die sich in der Tradition der Jugendbewegung sehen, den Ring junger Bünde. In derselben Zeit wurde auf dem Bundessitz Hohenkrähen das zweite Haus in Eigenarbeit errichtet. Dieses auf den Ruinen des alten Burgstalls errichtete „neue Haus“ steht auch befreundeten Gruppen als Unterkunft zur Verfügung.
Von den Auswirkungen, die die Umwälzungen im Zuge der 68er-Bewegung auf die deutsche Jugendbewegung hatten, blieb die Pfadfinderschaft Grauer Reiter nicht verschont. Zwar brach er nicht, wie viele andere Bünde in dieser Zeit, auseinander, doch war die Fortführung der bisherigen Jugendarbeit immer mehr in Frage gestellt. 1975 existierte in kaum einem der zehn verbliebenen Stämme noch aktive Gruppenarbeit. Ab 1976 begann der Wiederaufbau mit Neugründungen in Butzbach, Düsseldorf, Singen und Tübingen. 1977 war der Graue Reiter beim sechsten überbündischen Treffen am Allenspacher Hof und 1981 am Lager „Bünde in Gemeinschaft“ wieder stark vertreten. Eintritte von Gruppen aus Ingolstadt, Rottweil und Landshut sowie der Versuch, in den neuen Bundesländern Gruppen aufzubauen, prägten die folgenden Jahre ebenso wie die umfangreichen Modernisierungsmaßnahmen am Bundessitz Hohenkrähen, die erst im Jahr 2002 ihr vorläufiges Ende fanden. 2017 war der Graue Reiter einer der einladenden Bünde zum überbündischen Treffen auf dem Allenspacher Hof.

## Die Pfadfinderschaft Grauer Reiter heute

Bundeslager 2006; im Hintergrund die Burg Hohenkrähen, das Bundeszentrum der Pfadfinderschaft Grauer Reiter

Die Pfadfinderschaft Grauer Reiter besteht heute aus sechs Stämmen in vier Bundesländern sowie sechs teilweise überregionalen Älterenhorten und der Burgmannschaft. Der Jugendbund umfasste 2006 etwa 350 Mitglieder. Neben der Pfadfinderschaft Grauer Reiter besteht die Fördergemeinschaft Grauer Reiter e. V. mit etwa 240 Mitgliedern, die sich unter anderem als Älterenschaft des Bundes versteht.
Der Graue Reiter versteht sich als Lebensbund, was den Versuch beinhaltet, Menschen bis ins hohe Alter in das Bundesleben zu integrieren, ohne die Jugend dabei in ihrer jugendbewegten Entfaltung zu hemmen. Dies wird besonders durch die gemeinsame Arbeit am Bundessitz Burg Hohenkrähen ermöglicht. Die Basis für die Jugendarbeit, die in den Stämmen und Gruppen geleistet wird, bildet die für alle Angehörigen des Bundes verbindliche Bundesordnung. Die Bundestracht (Pfadfinderkluft) besteht aus einem schwarzen Halstuch mit rotem Rand, einem steingrauen Hemd mit Brusttaschen und dem Bundeszeichen, einer Gerspitze, die auf dem linken Ärmel der Kluft getragen wird, und der Jungenschaftsjacke.
Die Pfadfinderschaft Grauer Reiter hat ein intensives Bundesleben, das besonders seit den letzten Jahren durch gemeinsame Auslandsfahrten gefördert wird. Enge Kontakte zu bündischen Gruppierungen, vornehmlich aus dem Ring junger Bünde, werden gepflegt.
Neben der pfadfinderischen Gruppenarbeit führt die Pfadfinderschaft Grauer Reiter den Gedanken der freiwilligen Werkgilden unter dem altgriechischen Wort „ergon“ (das Werk, Schaffen) fort. Jeder Angehörige des Bundes ist gehalten, eine Jahreswerkarbeit zu fertigen. Die beiden Häuser auf der Burg wurden unter anderem hierfür mit einer neuen Werkstatt mit Schmiede ausgestattet.
Die bedeutendste Publikation der Pfadfinderschaft Grauer Reiters ist die Schriftenreihe Der Graue Reiter, in der die inhaltlichen und gestalterischen Traditionen des Bundes gepflegt und weiterentwickelt werden. Verantwortlich ist hierfür eine eigene Schriftleitung, die lange vom Bundesgründer Erich Mönch ausgefüllt wurde. Darüber hinaus existieren das Bundesnachrichtenblatt Bastion und mehrere Stammeszeitungen.
Am 1. Advent 1957 hat Hans Leip das Gedicht „Und irgendwo die Steppe“ der Pfadfinderschaft Grauer Reiter gewidmet. 1987 schrieb Erik Martin (Mac) als Zeichen seiner Verbundenheit mit den Grauen Reitern die Melodie dazu und seit 2002 ist es das Bundeslied.